# Родионов, Михаил Егорович
Михаи́л Его́рович Родио́нов (1915—1941) — участник Великой Отечественной войны, Герой Советского Союза.

## Биография
Родился 15 ноября 1915 в крестьянской семье в селе Милютино Алатырского уезда Симбирской губернии (ныне Порецкого района Чувашии).
После окончания техникума работал в Архангельской области, откуда в 1938 году был призван в Красную Армию.
В боевых действиях участвовал с августа 1941 года пулемётчиком на Карельском фронте.
Михаил Родионов совершил свой подвиг 7 ноября 1941 года у станции Лоухи Карело-Финской ССР, когда, будучи ранен и находясь в окружении, он несколько часов сдерживал атаки фашистов пулемётным огнём, а затем, чтобы не попасть в плен, подорвал себя и врагов гранатой.
Похоронен в братской могиле в посёлке Сосновый Лоухского района Карелии.
Указом Президиума Верховного Совета СССР «О присвоении звания Героя Советского Союза начальствующему и рядовому составу Красной Армии» от 22 февраля 1943 года за «образцовое выполнение боевых заданий командования на фронте борьбы с немецкими захватчиками и проявленными при этом отвагу и геройство» удостоен посмертно звания Героя Советского Союза. 

## Память
- Именем Героя названы улицы в Архангельске, посёлке Сосновый и родной деревне Родионова Милютино.
- Его имя присвоили Архангельской школе № 59.
- М. Е. Родионов был навечно зачислен в списки своей части.